# Grand Prix automobile de Madrid
Le Grand Prix automobile de Madrid est une compétition automobile dont la prochaine édition est prévue pour compter pour le championnat du monde de Formule 1 en 2026. En juin 2025, il n'est pas confirmé si la course prendra la dénomination de GP d'Espagne ou si le nom de GP de Madrid renaitra, une autre manche étant également programmée sur le circuit de Catalogne.
Il prendra place sur un nouveau tracé, le « Madring »,  long de 5,4 kilomètres et composé de vingt-deux virages, pour une course qui se déroulera sur 57 tours. Le Madring est tracé autour du centre d'expositions IFEMA proche de l'aéroport de Barajas. Il est prévu pour être semi-permanent, c'est-à-dire avec des portions de piste et d'autres empruntant des sections urbaines. L'accord avec la Formule 1 s'étend jusqu'en 2035.

## Historique
Le Grand Prix de Madrid était précédemment une course automobile de Formule 2 existant de 1967 à 1983, comptant pour le Championnat d'Europe. En 1969, pour la 3e édition des monoplaces de type Formule 1 étaient autorisées à participer. Il se déroulait sur le circuit de Jarama. 

## Palmarès
| Année     | Vainqueur            | Voiture        | Catégorie   | Résultats   |
| --------- | -------------------- | -------------- | ----------- | ----------- |
| 1967      | Jim Clark            | Lotus-Cosworth | F2          | Résultats   |
| 1968      | Jean-Pierre Beltoise | Matra-Cosworth | F2          | Résultats   |
| 1969      | Keith Holland        | Lola-Chevrolet | F1          | Résultats   |
| 1969      | Jackie Stewart       | Matra-Cosworth | F2          | Résultats   |
| 1970      | Non disputé          | Non disputé    | Non disputé | Non disputé |
| 1971      | Emerson Fittipaldi   | Lotus-Cosworth | F2          | Résultats   |
| 1972-1982 | Non disputé          | Non disputé    | Non disputé | Non disputé |
| 1983      | Mike Thackwell       | Ralt-Honda     | F2          | Résultats   |